# Elena Leușteanu

Elena Leușteanu

Elena Leușteanu-Popescu-Teodorescu (n. 4 iulie 1935, Cernăuți, România – d. 16 august 2008, București, România) a fost o gimnastă română, triplu laureată cu bronz olimpic  (la Melbourne 1956 - 2 medalii și Roma 1960 - 1 medalie), medaliată cu bronz la Campionatele mondiale și de 5 ori medaliată cu argint la Campionatele europene.

## Biografie
Născută la Cernăuți s-a stabilit cu familia la Brașov.
Elena Leușteanu s-a stins din viață în urma unui cancer pancreatic.

## Palmares
- Olimpiade: 3 medalii de bronz[7]
- Campionate mondiale: o medalie de bronz[7][8]
- Campionate europene: 5 medalii de argint[7][9]

## Distincții
- Medalia Muncii (21 august 1954) „pentru merite deosebite pe tărîmul construcției de stat, economice, sociale și culturale, cu ocazia celei de a zecea aniversări a eliberării patriei noastre”[10]
- Ordinul Muncii clasa a III-a (18 decembrie 1956) „pentru merite deosebite in pregătire și pentru rezultatele obținute la cea de a XVI-a ediție a jocurilor olimpice care au avut loc la Melbourne”[11]